# Orçamento da NASA
Como uma agência federal, a Administração Nacional de Aeronáutica e Espaço (NASA) recebe seu financiamento do orçamento federal anual aprovado pelo Congresso dos Estados Unidos. Os gráficos a seguir detalham a quantidade de financiamento federal alocado à NASA a cada ano ao longo de sua história para buscar programas em pesquisa aeronáutica, voo espacial robótico, desenvolvimento de tecnologia e programas de exploração espacial humana.

## Orçamento anual

Orçamento federal da NASA como porcentagem do total, de 1958 a 2017

O orçamento da NASA para o ano fiscal (FY) de 2020 é de US$ 22.6 bilhões. Representa 0.48% dos US$ 4.7 trilhões que os Estados Unidos planejam gastar no ano fiscal.
Desde o seu início, os Estados Unidos gastaram quase US$ 650 bilhões (em dólares nominais) na NASA.
| Ano  | Orçamento da NACA          | Orçamento da NACA      | Orçamento da NACA                 |
| Ano  | Dólares nominais (milhões) | % do orçamento federal | 2020 dólares constantes (milhões) |
| ---- | -------------------------- | ---------------------- | --------------------------------- |
| 1915 | 0.005                      | 0.00%                  | 0.128                             |
| 1916 | 0.005                      | 0.00%                  | 0.119                             |
| 1917 | 0.088                      | 0.00%                  | 1.770                             |
| 1918 | 0.112                      | 0.00%                  | 1.920                             |
| 1919 | 0.205                      | 0.00%                  | 3.067                             |
| 1920 | 0.175                      | 0.00%                  | 2.265                             |
| 1921 | 0.200                      | 0.00%                  | 2.892                             |
| 1922 | 0.200                      | 0.01%                  | 3.081                             |
| 1923 | 0.226                      | 0.01%                  | 3.414                             |
| 1924 | 0.307                      | 0.01%                  | 4.646                             |
| 1925 | 0.470                      | 0.02%                  | 6.951                             |
| 1926 | 0.534                      | 0.02%                  | 7.808                             |
| 1927 | 0.513                      | 0.02%                  | 7.630                             |
| 1928 | 0.550                      | 0.02%                  | 8.324                             |
| 1929 | 0.837                      | 0.03%                  | 12.665                            |
| 1930 | 1.300                      | 0.04%                  | 20.147                            |
| 1931 | 1.321                      | 0.04%                  | 22.493                            |
| 1932 | 1.051                      | 0.02%                  | 19.856                            |
| 1933 | 0.920                      | 0.02%                  | 18.316                            |
| 1934 | 0.954                      | 0.01%                  | 18.419                            |
| 1935 | 1.256                      | 0.02%                  | 23.723                            |
| 1936 | 2.544                      | 0.03%                  | 47.366                            |
| 1937 | 1.631                      | 0.02%                  | 29.306                            |
| 1938 | 1.281                      | 0.02%                  | 23.510                            |
| 1939 | 4.064                      | 0.04%                  | 75.669                            |
| 1940 | 4.180                      | 0.04%                  | 77.274                            |
| 1941 | 11.200                     | 0.08%                  | 197.2                             |
| 1942 | 19.866                     | 0.06%                  | 315.4                             |
| 1943 | 25.429                     | 0.03%                  | 380.4                             |
| 1944 | 38.392                     | 0.04%                  | 564.6                             |
| 1945 | 40.942                     | 0.04%                  | 588.7                             |
| 1946 | 24.052                     | 0.04%                  | 319.2                             |
| 1947 | 30.713                     | 0.09%                  | 356.4                             |
| 1948 | 43.449                     | 0.15%                  | 466.6                             |
| 1949 | 48.652                     | 0.13%                  | 529.1                             |
| 1950 | 128                        | 0.30%                  | 1,374.6                           |
| 1951 | 63.068                     | 0.14%                  | 627.8                             |
| 1952 | 69.000                     | 0.10%                  | 673.9                             |
| 1953 | 66.286                     | 0.09%                  | 642.5                             |
| 1954 | 62.439                     | 0.09%                  | 600.7                             |
| 1955 | 55.860                     | 0.08%                  | 539.4                             |
| 1956 | 72.700                     | 0.10%                  | 691.7                             |
| 1957 | 76.677                     | 0.10%                  | 706.2                             |
| 1958 | 117                        | 0.14%                  | 1,847.3                           |
| 1959 | 101                        | 0.11%                  | 2,188.8                           |

| Ano  | Orçamento da NASA          | Orçamento da NASA      | Orçamento da NASA                 |
| Ano  | Dólares nominais (milhões) | % do orçamento federal | 2020 dólares constantes (milhões) |
| ---- | -------------------------- | ---------------------- | --------------------------------- |
| 1958 | 89                         | 0.1%                   | 798                               |
| 1959 | 145                        | 0.2%                   | 1,287                             |
| 1960 | 401                        | 0.5%                   | 3,508                             |
| 1961 | 744                        | 0.9%                   | 6,443                             |
| 1962 | 1,257                      | 1.18%                  | 10,754                            |
| 1963 | 2,552                      | 2.29%                  | 21,573                            |
| 1964 | 4,171                      | 3.52%                  | 34,805                            |
| 1965 | 5,092                      | 4.31%                  | 41,817                            |
| 1966 | 5,933                      | 4.41%                  | 47,324                            |
| 1967 | 5,425                      | 3.45%                  | 42,106                            |
| 1968 | 4,722                      | 2.65%                  | 35,142                            |
| 1969 | 4,251                      | 2.31%                  | 30,000                            |
| 1970 | 3,752                      | 1.92%                  | 25,004                            |
| 1971 | 3,382                      | 1.61%                  | 21,612                            |
| 1972 | 3,423                      | 1.48%                  | 21,178                            |
| 1973 | 3,312                      | 1.35%                  | 19,308                            |
| 1974 | 3,255                      | 1.21%                  | 17,081                            |
| 1975 | 3,269                      | 0.98%                  | 15,722                            |
| 1976 | 3,671                      | 0.99%                  | 16,696                            |
| 1977 | 4,002                      | 0.98%                  | 17,091                            |
| 1978 | 4,164                      | 0.91%                  | 16,522                            |
| 1979 | 4,380                      | 0.87%                  | 15,618                            |
| 1980 | 4,959                      | 0.84%                  | 15,576                            |
| 1981 | 5,537                      | 0.82%                  | 15,762                            |
| 1982 | 6,155                      | 0.83%                  | 16,506                            |
| 1983 | 6,853                      | 0.85%                  | 17,807                            |
| 1984 | 7,055                      | 0.83%                  | 17,574                            |
| 1985 | 7,251                      | 0.77%                  | 17,448                            |
| 1986 | 7,403                      | 0.75%                  | 17,478                            |
| 1987 | 7,591                      | 0.76%                  | 17,292                            |
| 1988 | 9,092                      | 0.85%                  | 19,895                            |

| Ano  | Orçamento da NASA          | Orçamento da NASA      | Orçamento da NASA                 |
| Ano  | Dólares nominais (milhões) | % do orçamento federal | 2020 dólares constantes (milhões) |
| ---- | -------------------------- | ---------------------- | --------------------------------- |
| 1989 | 11,036                     | 0.96%                  | 23,041                            |
| 1990 | 12,429                     | 0.99%                  | 24,621                            |
| 1991 | 13,878                     | 1.05%                  | 26,369                            |
| 1992 | 13,961                     | 1.01%                  | 25,747                            |
| 1993 | 14,305                     | 1.01%                  | 25,628                            |
| 1994 | 13,695                     | 0.94%                  | 23,912                            |
| 1995 | 13,378                     | 0.88%                  | 22,721                            |
| 1996 | 13,881                     | 0.89%                  | 22,905                            |
| 1997 | 14,360                     | 0.90%                  | 23,150                            |
| 1998 | 14,194                     | 0.86%                  | 22,537                            |
| 1999 | 13,636                     | 0.80%                  | 21,184                            |
| 2000 | 13,428                     | 0.75%                  | 20,180                            |
| 2001 | 14,095                     | 0.76%                  | 20,601                            |
| 2002 | 14,405                     | 0.72%                  | 20,727                            |
| 2003 | 14,610                     | 0.68%                  | 20,554                            |
| 2004 | 15,152                     | 0.66%                  | 20,761                            |
| 2005 | 15,602                     | 0.63%                  | 20,674                            |
| 2006 | 15,125                     | 0.57%                  | 19,417                            |
| 2007 | 15,861                     | 0.58%                  | 19,796                            |
| 2008 | 17,833                     | 0.60%                  | 21,435                            |
| 2009 | 17,782                     | 0.57%                  | 21,450                            |
| 2010 | 18,724                     | 0.52%                  | 22,221                            |
| 2011 | 18,448                     | 0.51%                  | 21,223                            |
| 2012 | 17,770                     | 0.50%                  | 20,031                            |
| 2013 | 16,865                     | 0.49%                  | 18,737                            |
| 2014 | 17,647                     | 0.50%                  | 19,292                            |
| 2015 | 18,010                     | 0.49%                  | 19,664                            |
| 2016 | \|0.50%                    | 20,812                 |                                   |
| 2017 | 19,508                     | 0.47%                  | 20,596                            |
| 2018 | 20,736                     | 0.50%                  | 21,371                            |
| 2019 | 21,500                     | 0.47%                  | 21,763                            |
| 2020 | \| 0.48%                   | 22,559                 |                                   |

Notas para a tabela:
Fontes para uma parte desses dados: Office of Management and Budget (OMB) (precisa do link de citação adequado, os números aqui diferem da NASA Pocket Statistics),
Revista Space Almanac de 2007 Air Force Association da Força Aérea
Referências secundárias:   

## Custo do Programa Apollo
O orçamento da NASA atingiu o pico em 1964-1966, quando consumiu cerca de 4% de todos os gastos federais. A agência estava se preparando para o primeiro pouso na Lua e o Programa Apollo era uma prioridade nacional, consumindo mais da metade do orçamento da NASA e direcionando a força de trabalho da NASA para mais de 34.000 funcionários e 375.000 contratados da indústria e da academia.
Em 1973, a NASA apresentou depoimento no Congresso relatando o custo total do Programa Apollo como US$ 25.4 bilhões (cerca de US$ 156 bilhões em 2019 dólares).

## Impacto econômico do financiamento da NASA
Um estudo de novembro de 1971 da NASA divulgado pelo MRIGlobal (anteriormente Midwest Research Institute) de Kansas City, Missouri concluiu que "os US$ 25 bilhões em 1958 de dólares gastos no espaço civil R & D durante o período de 1958 a 1969 retornaram US$ 52 bilhões até 1971, e continuarão a produzir recompensas até 1987, quando a compensação total terá sido de US$ 181 bilhões. A taxa de retorno com desconto para este investimento terá sido de 33%".

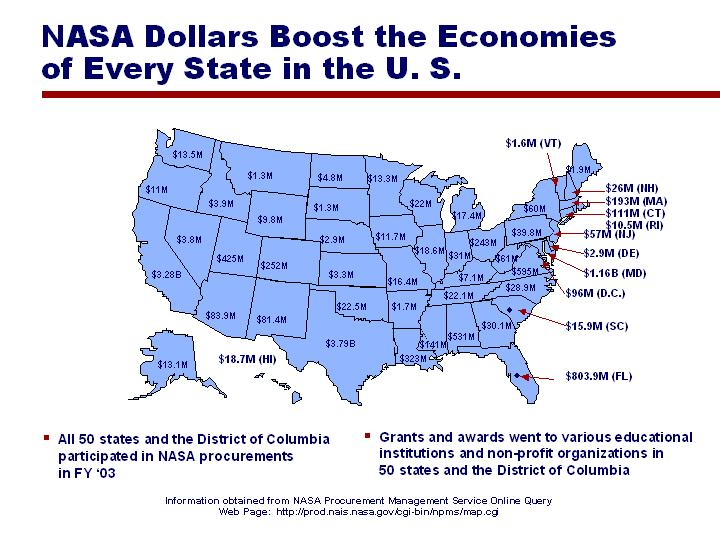
Um mapa do site da NASA ilustrando seu impacto econômico nos estados dos Estados Unidos (no ano fiscal (FY) de 2003)

Outras estatísticas sobre o impacto econômico da NASA podem ser encontradas nos relatórios Chase Econometrics Associates, Inc. de 1976 e apoiados pelo relatório Chapman Research de 1989, que examinou 259 aplicações não espaciais da tecnologia da NASA durante um período de oito anos (1976-1984) e encontrou mais de:
- US$ 21.6 bilhões em vendas e benefícios
- 352.000 empregos (principalmente qualificados) criados ou salvos
- US$ 355 milhões em impostos de renda corporativos federais

De acordo com um comentário da Nature de 1992, esses 259 aplicações representam "... apenas 1% de cerca de 25.000 a 30.000 spin-offs do programa espacial".
Um relatório de 2013 preparado pelo Tauri Group para a NASA mostrou que a NASA investiu quase US$ 5 bilhões na manufatura nos Estados Unidos no ano fiscal de 2012, com quase US$ 2 bilhões disso indo para o setor de tecnologia. A NASA também desenvolve e comercializa tecnologia, algumas das quais podem gerar mais de US$ 1 bilhão em receitas por ano durante vários anos.
Em 2014, a American Helicopter Society criticou a NASA e o governo por reduzir o orçamento anual para aeronaves de asas rotativas de US$ 50 milhões em 2000 para US$ 23 milhões em 2013, impactando as oportunidades comerciais.
O Relatório de Impacto Econômico de 2017 preparado pela NASA para seus prêmios de Small Business Innovation Research (SBIR) e Small Business Technology Transfer (STTR) constatou que, no ano fiscal de 2016, esses programas criaram 2.412 empregos, US$ 474 milhões em produção econômica e US$ 57.3 milhões em impacto fiscal com um investimento inicial de US$ 172.9 milhões.

## Percepção pública
A percepção da ameaça à segurança nacional representada pelas primeiras lideranças soviéticas em voos espaciais levou o orçamento da NASA ao auge, tanto em dólares reais ajustados pela inflação quanto em uma porcentagem do orçamento federal total (4.41% em 1966). Mas a vitória dos Estados Unidos na Corrida Espacial, pousando homens na Lua, apagou a ameaça percebida, e a NASA foi incapaz de sustentar o apoio político para sua visão de um Sistema de Transporte Espacial ainda mais ambicioso envolvendo ônibus reutilizáveis da Terra em órbita, uma estação espacial permanente, bases lunares e uma missão tripulada a Marte. Apenas um ônibus espacial reduzido foi aprovado, e o financiamento da NASA se estabilizou em pouco menos de 1% em 1976, depois caiu para 0.75% em 1986. Após um breve aumento para 1.01% em 1992, caiu para cerca de 0.5% em 2013.
Para ajudar na percepção pública e aumentar a conscientização sobre os benefícios generalizados de programas e tecnologias financiados pela NASA, a NASA instituiu a publicação de Spin-offs. Este foi um desdobramento direto do Relatório do Programa de Utilização de Tecnologia, uma "publicação dedicada a informar a comunidade científica sobre as tecnologias disponíveis da NASA e os pedidos contínuos recebidos de informações de apoio". De acordo com os Spin-offs da NASA sobre a página, as tecnologias nesses relatórios criaram interesse no conceito de transferência de tecnologia, seus sucessos e seu uso como uma ferramenta de conscientização pública. Os relatórios geraram tanto interesse do público que a NASA decidiu transformá-los em uma publicação atraente. Assim, a primeira edição quadriculada de Spin-offs foi publicada em 1976.
O público americano, em média, acredita que o orçamento da NASA tem uma parcela muito maior do orçamento federal do que realmente tem. Uma pesquisa de 1997 relatou que os americanos tinham uma estimativa média de 20% para a participação da NASA no orçamento federal, muito superior aos 0.5% reais a menos de 1% que foram mantidos ao longo do final dos anos 90 e na primeira década dos anos 2000. Estima-se que a maioria dos americanos gastou menos de US$ 9 na NASA por meio do imposto de renda pessoal em 2009.
No entanto, tem havido um movimento recente para comunicar a discrepância entre a percepção e a realidade do orçamento da NASA, bem como lobby para retornar o financiamento ao nível de 1970-1990. O Comitê Científico do Senado dos Estados Unidos se reuniu em março de 2012, onde o astrofísico Neil deGrasse Tyson testemunhou que "No momento, o orçamento anual da NASA é meio centavo sobre o dólar dos impostos. Pelo dobro disso, um centavo por um dólar, podemos transformar o país de uma nação taciturna e desanimada, cansada da luta econômica, em uma onde recuperou seu direito de nascença do século XX de sonhar com o amanhã". Inspirada pela defesa e comentários de Tyson, a campanha Penny4NASA foi iniciada em 2012 por John Zeller e defende a duplicação do orçamento da NASA para 1% do orçamento federal, ou um "centavo por dólar".

### Oposição política ao financiamento da NASA
A oposição pública à NASA e seu orçamento remonta à era Apollo. Os críticos citaram preocupações mais imediatas, como programas de bem-estar social, como motivos para cortar o financiamento à agência. Além disso, eles questionaram a viabilidade do retorno sobre o investimento (ROI) da pesquisa e desenvolvimento da NASA. Em 1968, o físico Ralph Lapp argumentou que se a NASA realmente tivesse um ROI positivo, deveria ser capaz de se sustentar como uma empresa privada e não exigiria financiamento federal. Mais recentemente, os críticos acusaram a NASA de investir dinheiro no programa do Ônibus Espacial, reduzindo o financiamento disponível para suas missões de longo prazo a Marte e ao espaço sideral. As missões tripuladas a Marte também foram denunciadas por sua ineficiência e alto custo em comparação com as missões não-tripuladas. No final da década de 1990, grupos políticos de negação das mudanças climáticas se opuseram aos aspectos das ciências da Terra nos gastos da NASA, argumentando que os gastos em programas de ciências da Terra, como pesquisas climáticas, eram em busca de agendas políticas.